# Nantang Hu
Nantang Hu är en sjö i Kina. Den ligger i provinsen Jiangxi, i den sydöstra delen av landet, omkring 13 kilometer öster om provinshuvudstaden Nanchang. Nantang Hu ligger 15 meter över havet. Arean är 0,85 kvadratkilometer. Trakten runt Nantang Hu består till största delen av jordbruksmark. Den sträcker sig 2,2 kilometer i nord-sydlig riktning, och 1,9 kilometer i öst-västlig riktning.
Genomsnittlig årsnederbörd är 2 373 millimeter. Den regnigaste månaden är juni, med i genomsnitt 357 mm nederbörd, och den torraste är oktober, med 36 mm nederbörd.